# Lluís Homs
Lluís Homs i Moncusí (Valls, 1868 - Barcelona, 1956) fue un arquitecto español.

## Biografía

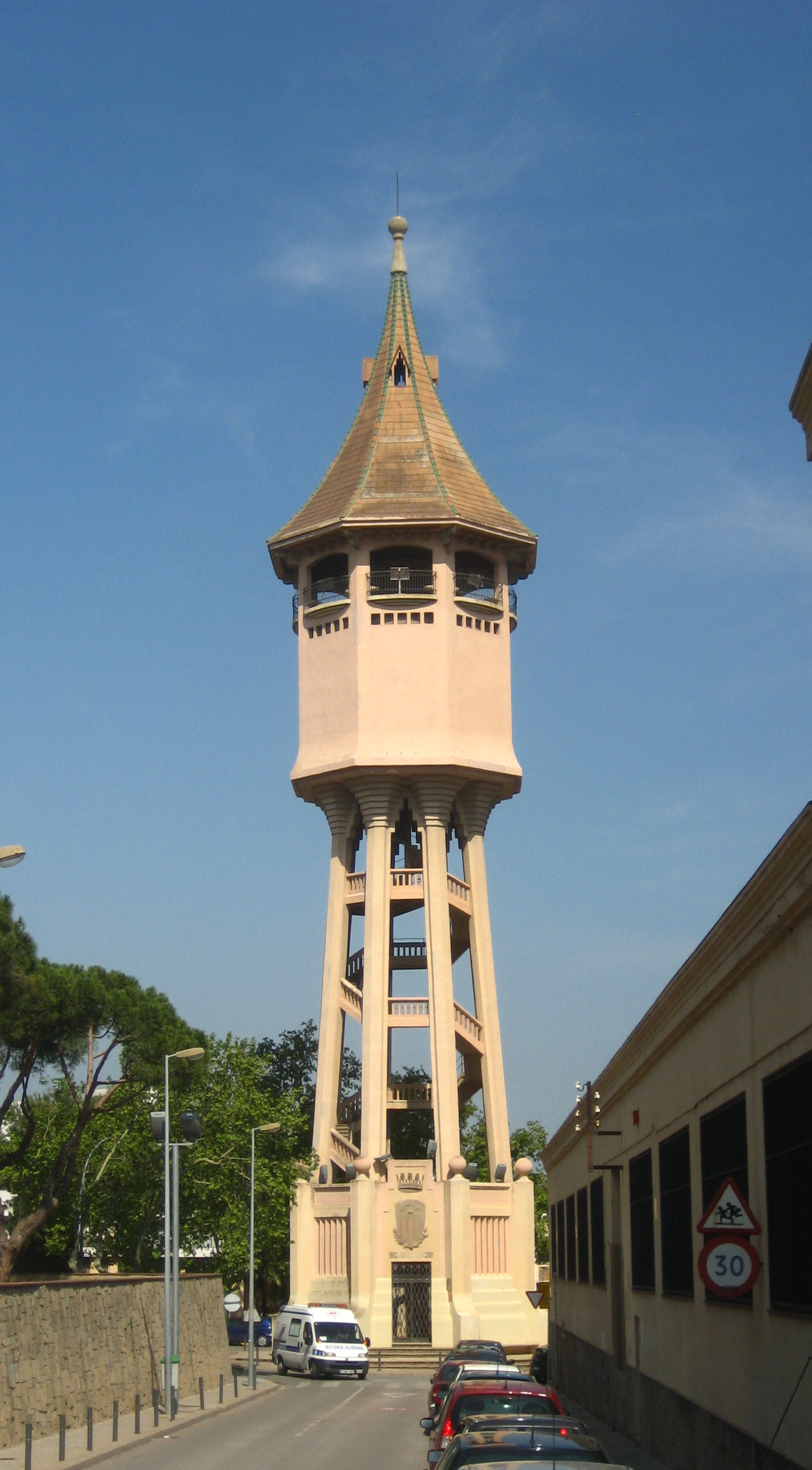
Torre del Agua, Sabadell (1915).

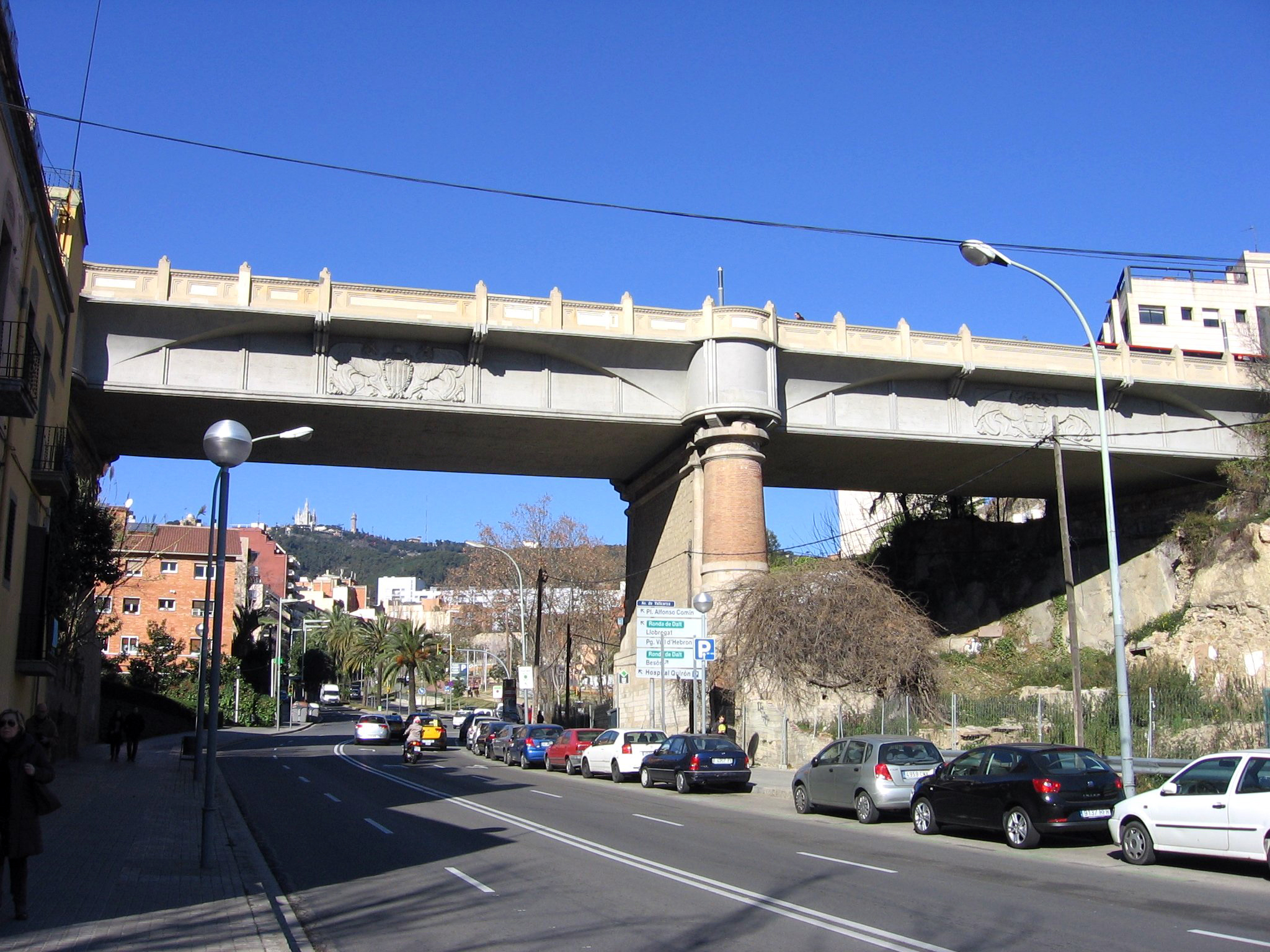
Puente de Vallcarca, Barcelona (1917).

Se tituló en 1897. Fue arquitecto municipal de Valls y Sarriá, y director técnico de la empresa Construcciones y Pavimentos S.A.
En Castellar de Nuch construyó, en colaboración con Eduard Ferrés, el chalet del Clot del Moro (1904), al lado de la Fábrica Asland.
En Sabadell edificó junto a Francesc Izard y Joaquim Manich el conjunto de almacenes Acondicionamiento y Docks Sabadell, actual Escuela Superior de Diseño Textil y de Confección (1908, calle Marqués de Comillas 79), un edificio de corte monumentalista y aire clásico, como se denota por su frontón triangular en la cornisa superior y el uso de pilastras y ventanas arquitrabadas.
También con Eduard Ferrés y con Ignasi Mas construyó en Barcelona Can Damians, posteriormente Almacenes El Siglo (1913-1915, calle de Pelayo 54), donde destaca su cúpula de lucernario esférico de influencia expresionista.
En 1915 edificó con Francesc Izard la Torre del Agua en Sabadell, emplazada entre el río Ripoll y la carretera C-1413 de Caldas de Montbui. Realizada en hormigón armado, está formada por ocho pilares dispuestos en forma troncopiramidal y con una escalera helicoidal en su interior, que sostienen el cuerpo elevado de la torre, de forma octogonal y coronado por un chapitel.
En 1917 trabajó de nuevo con Eduard Ferrés en el viaducto de Vallcarca en Barcelona, realizado en hormigón armado, con una ornamentación de relieves de leones con los escudos de Cataluña y de San Jorge; fue inaugurado en 1923.
Estuvo casado con la pintora Maria Ferrés i Puig, hermana de Eduard Ferrés, y fue padre de la también pintora Elvira Homs i Ferrés.